# Балабине (зупинний пункт)
Бала́бине — пасажирський залізничний зупинний пункт Запорізької дирекції Придніпровської залізниці на електрифікованій лінії Запоріжжя I — Федорівка між станціями Запоріжжя I (6 км) та Кушугум (3 км). Розташований в селищі Балабине Запорізького району Запорізької області.

## Історія
Зупинний пункт відкритий у 1914 році.

## Пасажирське сполучення
На зупинному пункті 
Балабине зупинялися приміські електропоїзди Мелітопольського напрямку. 
З початку повномасштабного російського вторгнення в Україну (з 2022) рух приміських поїздів Мелітопольського напрямку тимчасово припинений.